# Reality Killed the Video Star
Reality Killed the Video Star is het achtste solo-studioalbum van de Britse zanger Robbie Williams. Het is het eerste album sinds Rudebox uit 2006 en kwam uit op 9 november 2009.

## Achtergrondinformatie
Dit is het eerste album van Robbie Williams in drie jaar. Williams werkte met meerdere bekende producers, waaronder Mark Ronson en Guy Chambers. In februari 2009 werd bekend dat Williams nieuw materiaal had geschreven met deze producers. Tim Clark verklaarde dat de zanger in maart de studio in dook voor een mogelijke release eind 2009. Op zijn eigen site schreef Williams dat hij ook met producer Trevor Horn bezig was voor het nieuwe album. De titel van het nieuwe album Reality Killed the Video Star is afgeleid van het nummer Video Killed the Radio Star afkomstig van Horns vroegere band The Buggles. In juli 2009 schreef Williams in zijn eigen blog over het album: "Mijn album is een killer: oude stijl, nieuwe stijl, en zelfs stijl die we allemaal niet eerder hebben gekend."
Op 25 juni 2009 schreef en zong Williams een nummer over de plotselinge dood van Michael Jackson. Ook dit nummer is te horen op het nieuwe album. Het nummer is mede geschreven door Don Black. Op 20 oktober zei Williams over het nummer "Morning Sun" dat hij dacht dat het over Michael Jackson ging, maar eigenlijk over hemzelf gaat.

## Singles
1. Het nummer Bodies is uitgebracht als eerste officiële single van het album. Het maakte zijn debuut op BBC Radio 1 op 4 september 2009. Sindsdien heeft het veel hitnoteringen opgeleverd in zowel Europa als in Australië. In Nederland bereikte het de nummer 1-positie in de top 40.
2. Het nummer You Know Me werd de tweede officiële single van het album. Ken Bruce draaide als eerst de single op BBC Radio 2 tijdens zijn show. Het nummer bereikte in Nederland nummer 10 in de top 40.
3. De derde single werd "Morning Sun". Deze behaalde nummer 19 in de Nederlandse top 40.

| Single met eventuele hitnotering(en) in de Nederlandse Top 40 | Datum van verschijnen | Datum van binnenkomst | Hoogste positie | Aantal weken | Opmerkingen                            |
| ------------------------------------------------------------- | --------------------- | --------------------- | --------------- | ------------ | -------------------------------------- |
| Bodies                                                        | 12-10-2009            | 26-09-2009            | 1(4wk)          | 14           | #3 in de Single Top 100 / Alarmschijf  |
| You know me                                                   | 04-12-2009            | 07-11-2009            | 10              | 16           | #31 in de Single Top 100 / Alarmschijf |
| Morning sun                                                   | 2010                  | 13-02-2010            | 19              | 9            | #75 in de Single Top 100 / Alarmschijf |

| Single met hitnotering(en) in de Vlaamse Ultratop 50 | Datum van verschijnen | Datum van binnenkomst | Hoogste positie | Aantal weken | Opmerkingen |
| ---------------------------------------------------- | --------------------- | --------------------- | --------------- | ------------ | ----------- |
| Bodies                                               | 2009                  | 24-10-2009            | 5               | 11           |             |
| You know me                                          | 2009                  | 26-12-2009            | 17              | 10           |             |
| Morning sun                                          | 2010                  | 27-02-2010            | tip12           | -            |             |

## Tracklist
| 1.                 | Morning Sun           | 4:05 |
| 2.                 | Bodies                | 4:04 |
| 3.                 | You Know Me           | 4:27 |
| 4.                 | Blasphemy             | 4:18 |
| 5.                 | Do You Mind?          | 4:06 |
| 6.                 | Last Days of Disco    | 4:50 |
| 7.                 | Somewhere             | 1:01 |
| 8.                 | Deceptacon            | 5:01 |
| 9.                 | Starstruck            | 5:21 |
| 10.                | Difficult for Weirdos | 4:29 |
| 11.                | Won't Do That         | 3:38 |
| 12.                | Superblind            | 4:46 |
| 13.                | Morning Sun (Reprise) | 1:19 |
| Totale duur: 50:05 |                       |      |

| Nr. | Titel   | Duur |
| --- | ------- | ---- |
| 14. | Arizona | 5:38 |

## Hitnotering

### NederlandseAlbum Top 100
| Hitnotering (week 1 t/m 24): 14-11-2009 t/m 24-04-2010 Hitnotering (week 25 t/m 26): 08-05-2010 t/m 15-05-2010 | Hitnotering (week 1 t/m 24): 14-11-2009 t/m 24-04-2010 Hitnotering (week 25 t/m 26): 08-05-2010 t/m 15-05-2010 | Hitnotering (week 1 t/m 24): 14-11-2009 t/m 24-04-2010 Hitnotering (week 25 t/m 26): 08-05-2010 t/m 15-05-2010 | Hitnotering (week 1 t/m 24): 14-11-2009 t/m 24-04-2010 Hitnotering (week 25 t/m 26): 08-05-2010 t/m 15-05-2010 | Hitnotering (week 1 t/m 24): 14-11-2009 t/m 24-04-2010 Hitnotering (week 25 t/m 26): 08-05-2010 t/m 15-05-2010 | Hitnotering (week 1 t/m 24): 14-11-2009 t/m 24-04-2010 Hitnotering (week 25 t/m 26): 08-05-2010 t/m 15-05-2010 | Hitnotering (week 1 t/m 24): 14-11-2009 t/m 24-04-2010 Hitnotering (week 25 t/m 26): 08-05-2010 t/m 15-05-2010 | Hitnotering (week 1 t/m 24): 14-11-2009 t/m 24-04-2010 Hitnotering (week 25 t/m 26): 08-05-2010 t/m 15-05-2010 | Hitnotering (week 1 t/m 24): 14-11-2009 t/m 24-04-2010 Hitnotering (week 25 t/m 26): 08-05-2010 t/m 15-05-2010 | Hitnotering (week 1 t/m 24): 14-11-2009 t/m 24-04-2010 Hitnotering (week 25 t/m 26): 08-05-2010 t/m 15-05-2010 | Hitnotering (week 1 t/m 24): 14-11-2009 t/m 24-04-2010 Hitnotering (week 25 t/m 26): 08-05-2010 t/m 15-05-2010 | Hitnotering (week 1 t/m 24): 14-11-2009 t/m 24-04-2010 Hitnotering (week 25 t/m 26): 08-05-2010 t/m 15-05-2010 | Hitnotering (week 1 t/m 24): 14-11-2009 t/m 24-04-2010 Hitnotering (week 25 t/m 26): 08-05-2010 t/m 15-05-2010 | Hitnotering (week 1 t/m 24): 14-11-2009 t/m 24-04-2010 Hitnotering (week 25 t/m 26): 08-05-2010 t/m 15-05-2010 | Hitnotering (week 1 t/m 24): 14-11-2009 t/m 24-04-2010 Hitnotering (week 25 t/m 26): 08-05-2010 t/m 15-05-2010 |
| Week: | 1 | 2 | 3 | 4 | 5 | 6 | 7 | 8 | 9 | 10 | 11 | 12 | 13 | 14 |
| --- | --- | --- | --- | --- | --- | --- | --- | --- | --- | --- | --- | --- | --- | --- |
| Nummer: | 1 | 2 | 6 | 9 | 7 | 8 | 8 | 4 | 5 | 4 | 12 | 21 | 23 | 22 |
| Week: | 15 | 16 | 17 | 18 | 19 | 20 | 21 | 22 | 23 | 24 | | 25 | 26 | |
| Nummer: | 21 | 25 | 24 | 42 | 42 | 49 | 64 | 63 | 72 | 77 | uit | 85 | 80 | uit |